# Jurinia surinamensis
Jurinia surinamensis är en tvåvingeart som beskrevs av Macquart 1843. Jurinia surinamensis ingår i släktet Jurinia och familjen parasitflugor.
Artens utbredningsområde är Surinam. Inga underarter finns listade i Catalogue of Life.